# American Son
American Son ist ein US-amerikanisches Drama. Regie führte Kenny Leon nach dem Drehbuch von Christopher Demos-Brown. Die Premiere fand am 12. September 2019 beim Toronto International Film Festival statt. Am 1. November 2019 wurde der Film auf Netflix veröffentlicht.

## Handlung
In einer stürmischen Nacht wartet Kendra Ellis-Connor auf einer Polizeistation in Miami auf einen Bericht über den Aufenthaltsort ihres Sohnes Jamal, der plötzlich verschwunden ist. Sie bittet Officer Paul Larkin, der ihr nichts über den Vorfall erzählen kann, um Hilfe. Aufgrund der Vorschriften und mangelnder Kenntnis des Vorfalls teilt er ihr mit, dass er auf Lieutenant John Stokes, den Verbindungsoffizier der AM-Schicht, warten muss. Kendras entfremdeter Ehemann, der FBI-Agent Scott Connor, kommt am Revier an und will wissen, wo Jamal ist.
Larkin kann Scott erzählen, dass Jamal und zwei weitere schwarze Männer von der Polizei angehalten wurden. Das Einzige, was er ihm sonst noch sagen kann, ist die Tatsache, dass auf Jamals Auto ein provokanter Autoaufkleber angebracht war, auf dem es um Gewalt gegen Polizisten ging. Diese Enthüllung entwickelt sich zu einem langen Streit zwischen Kendra und Scott, in dem sie sich mit ihrer turbulenten Ehe und ihren Erfahrungen bei der Erziehung eines gemischtrassigen Sohnes in einer privilegierten Gemeinschaft auseinandersetzen. Kendra bringt immer wieder zur Sprache, dass Jamal sich als einer der ganz wenigen Schwarzen an seiner Schule deprimiert und isoliert fühlt.
Larkin kommt zurück und sagt, dass Jamal mit zwei anderen schwarzen Männern zusammen war, von denen gegen einen ein Haftbefehl wegen Drogenbesitzes vorliegt. Nach dieser Entdeckung führen Kendra und Scott eine lange, kontroverse Diskussion darüber, wie Jamal in einem Umfeld rassistischer Spannungen aufwächst, wobei es insbesondere um Kendras eigene Erfahrungen als schwarze Frau und ihre Ängste vor einer möglichen Konfrontation zwischen Jamal und der Polizei geht. Scott sagt, dass Jamal überhaupt nicht mit diesen Männern hätte rumhängen sollen, was Kendra dazu veranlasst, zu verraten, dass Jamal wütend auf Scott war, weil er sie verlassen hat, weshalb er den Autoaufkleber an seinem Auto angebracht hat. Anschließend erhält Scott von seinem Bruder ein Video, das eine Aufzeichnung der Verkehrskontrolle zeigt, an der Jamal beteiligt war. Darin schießt ein Polizist auf einen flüchtenden Verdächtigen, während ein Unbeteiligter dies aufzeichnet.
Das Video versetzt Scott in Aufruhr und er bedroht Larkin, um zu erfahren, wo sein Sohn ist. Zu diesem Zeitpunkt trifft Lieutenant Stokes ein und verhaftet Scott, nachdem dieser ihn gestoßen hat.
Stokes kann einen vollständigen Bericht über den Vorfall erhalten: Bell, Rolle und Jamal fuhren in Liberty City herum, wo Bell anhielt, um Marihuana zu kaufen. Rodney Banks, ein schwarzer Polizist, war Zeuge und stoppte das Auto. Nachdem sowohl Bell als auch Rolle das Fahrzeug verlassen hatten, um Banks zur Rede zu stellen, floh Bell, nachdem Banks seine Waffe auf beide Männer gerichtet hatte. Zu diesem Zeitpunkt war Jamal aus dem Fahrzeug ausgestiegen und versuchte, sich mit den Händen auf der Motorhaube des Autos zu positionieren. Banks feuerte drei Schüsse auf Bell ab. Eine der Kugeln trifft Jamal versehentlich am Kopf und tötet ihn sofort. Kendra und Scott sind am Boden zerstört. In der letzten Szene ruft Scott aus: „Ich kann nicht atmen! Ich kann nicht atmen!“, eine Anspielung auf die Tötung von Eric Garner.

## Synchronisation
Marion Machado-Quintela schrieb das Dialogbuch und führte die Dialogregie.
| Darsteller       | Sprecher        | Rolle                  |
| ---------------- | --------------- | ---------------------- |
| Kerry Washington | Melanie Pukaß   | Kendra Ellis-Connor    |
| Eugene Lee       | Axel Lutter     | Lieutenant John Stokes |
| Jeremy Jordan    | Julius Jellinek | Officer Paul Larkin    |
| Steven Pasquale  | Michael Deffert | Scott Connor           |

## Rezeption
Auf Metacritic hat der Film eine Punktzahl von 34 von 100, basierend auf 7 Kritiken erreicht. In der Zuschauerwertung erhielt der Film eine Punktzahl von 6,3, basierend auf 22 Wertungen.

### Auszeichnungen und Nominierungen
Der Film erhielt eine Nominierung für den Primetime Emmy Award in der Kategorie „Herausragender Fernsehfilm“.